# Münchenwiler
Münchenwiler (Frans: Villars-les-Moines) is een gemeente en plaats in het Zwitserse kanton Bern, en maakt deel uit van het district Bern-Mittelland.
Münchenwiler telt 475 inwoners.